# イナムドゥチ
イナムドゥチは、沖縄県の郷土料理。具沢山の味噌汁で、お祝い料理のひとつである。語源は「猪もどき」で、イナムルチと表記されることもある。その名の示すように豚肉を使用した汁物で、細い短冊切りにした豚の三枚肉、こんにゃく、かまぼこ、しいたけ、油揚げなどを、九州地方特有の甘い白味噌仕立てにしたもの。盆や正月に多くの家庭で作られるほか、食堂のメニューに加えられていることもある。また、味噌ではなく醤油味の澄まし汁仕立てにしたものはシカムドゥチ（鹿もどき）と呼ばれる。